# سمفونی شماره ۹۶ (هایدن)
سمفونی شماره ۹۶ در رِ ماژور، هوبوکن یک/۹۶ (Hoboken I/96)، معروف به سمفونی معجزه، چهارمین سمفونی از مجموعهٔ دوازده سمفونی لندن (شماره‌های ۹۳–۱۰۴) اثر یوزف هایدن است.
هایدن سمفونی ۹۶ را در ۱۱ مارس ۱۷۹۱ و جزو مجموعهٔ سمفونی‌های سفرِ نخستش به لندن تصنیف کرد. این اثر نخستین بار در تالارهای «میدان هانوفرِ» لندن و به رهبریِ خودِ آهنگساز اجرا شد. اگرچه این اثر چهارمین سمفونی از سمفونی‌های موسوم به «لندن» است، نخستین سمفونیِ تصنیف‌شده و اجراشده از این مجموعه است.

## سازبندی و موومان‌ها
سمفونی شماره ۹۶ هایدن برای ارکستر کلاسیک متشکل از دو فلوت، دو ابوا، دو فاگوت (باسون)، دو کُر (هورن)، دو ترومپت، تیمپانی، و سازهای زهی سازبندی شده‌است.
اجرای کاملِ این اثر به‌طور معمول حدودِ ۲۰ تا ۲۲ دقیقه زمان می‌بَرَد.
این سمفونی، مانند سایر «سمفونی‌های لندنِ» هایدن، چهار موومان دارد:
1. آداژیو با میزانِ 3
4 ـ آلِگرو با میزانِ 3
4
2. آندانته با میزانِ 6
8
3. منوئه: آلگرتو (در سُل ماژور)
4. فیناله: ویواچه با میزانِ 2
4